# سلنونیک اسید
سلنونیک اسید(نام علمی: Selenonic acid) دسته ای از ترکیبات آلی حاوی سلنیوم است که شامل گروه عاملی –SeO3H می باشد.